# Aepocerus flavomaculatus
Aepocerus flavomaculatus är en stekelart som beskrevs av Mayr 1885. Aepocerus flavomaculatus ingår i släktet Aepocerus och familjen fikonsteklar. Inga underarter finns listade i Catalogue of Life.